# Jon Schmidt
Jon Schmidt (* 1966) je americký klavírista a hudební skladatel, momentálně působící ve městě Bountiful ve státě Utah. Sám popisuje svůj hudební styl jako „klasické New Age“.

## Život
Narodil se do rodiny německých přistěhovalců, kteří jej seznámili s pracemi významných klasických skladatelů, mimo jiné Wolfganga Amadea Mozarta, Ludwiga van Beethovena nebo Frédérica Chopina. Již ve věku 11 let začal skládat písně. Zatím vydal celkem osm alb a sedm klavírních knih obsahujících transkripce původních aranžmánů.
Momentálně pracuje se Stevenem Sharp Nelsonem na projektu The Piano Guys.
Je členem Církve Ježíše Krista Svatých posledních dnů. a jedno z jeho alb je kolekcí nevokálních hymnů. Dále spolupracuje s Peterem Breinholtem na vytváření hudby pro seminář Especially for Youth.
Schmidt a jeho manželka Michelle mají spolu pět dětí.